# Alcidion sannio
Alcidion sannio är en skalbaggsart som först beskrevs av Ernst Friedrich Germar 1824.  Alcidion sannio ingår i släktet Alcidion och familjen långhorningar. Inga underarter finns listade i Catalogue of Life.